# Kathedrale von Częstochowa

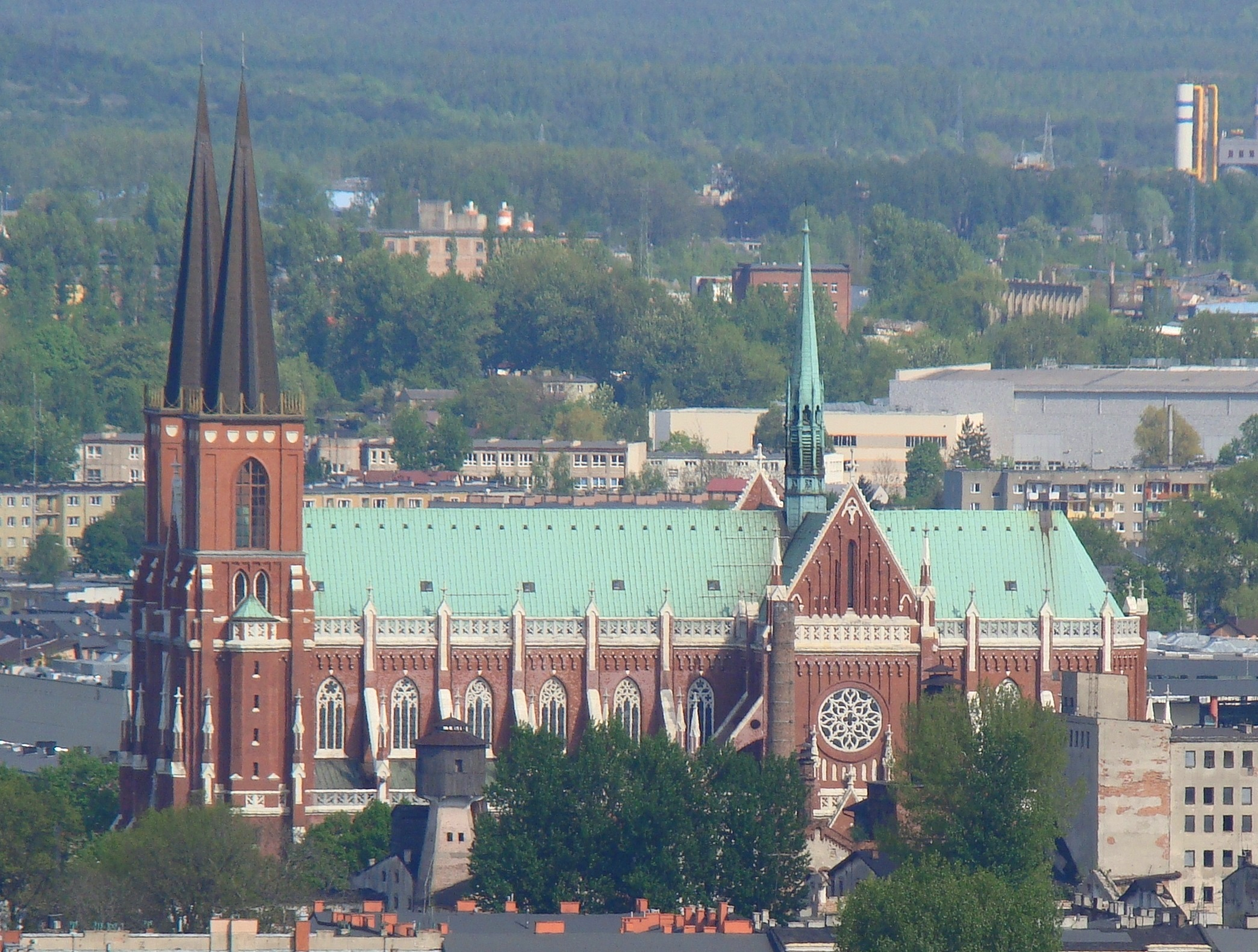
Außenansicht

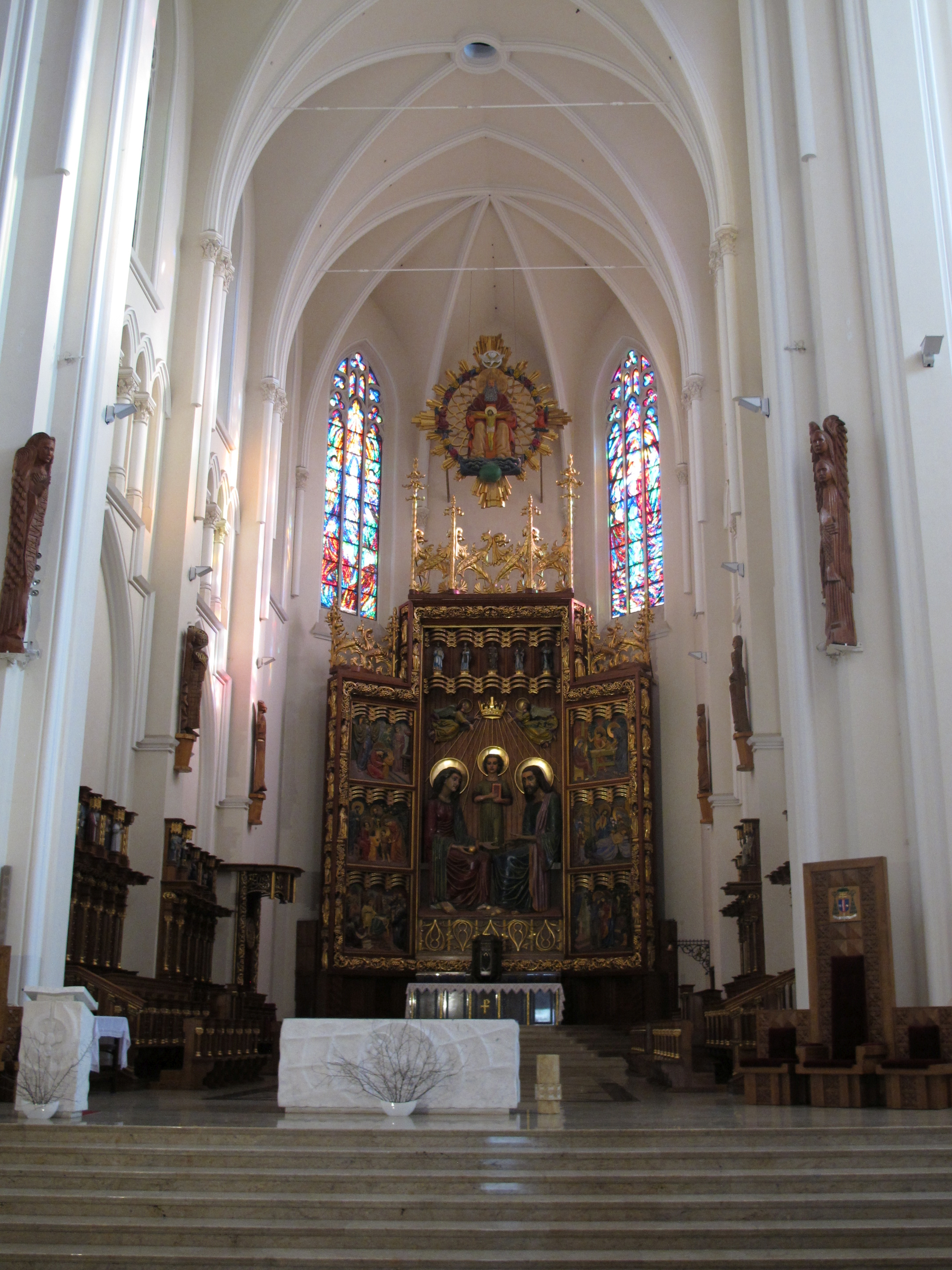
Chorraum

Die Kathedrale von Częstochowa oder die Kathedralbasilika der Heiligen Familie (polnisch Bazylika Archikatedralna Sanktuarium Świętej Rodziny) ist eine römisch-katholische Kirche in Częstochowa (deutsch Tschenstochau), Polen. Die Kathedrale des Erzbistums Częstochowa ist der Heiligen Familie gewidmet, sie trägt den Titel einer Basilica minor und ist als Kulturdenkmal geschützt.

## Geschichte
Die Kirche wurde als neue Pfarrkirche in der schnell wachsenden Stadt zwischen 1901 und 1927 erbaut. Nach einem zügigen Baubeginn wurden die Arbeiten wegen der wachsenden Verschuldung bis 1907 zu einem provisorischen Abschluss gebracht, so dass am 8. Dezember 1908 die erste Messe gefeiert werden konnte. Die Abschlussarbeiten wurden für mehrere Jahre unterbrochen. Ab 1917 wurde die Ausgestaltung der Kirche fortgesetzt, 1922 die Fassade fertiggestellt, 1925 der Glockenturm gebaut. Mit Schaffung des Bistums Częstochowa wurde die Kirche 1925 zur Kathedrale erhoben. Sie wurde 1927 nach einer einfachen Verglasung und Verlegung der Böden fertiggestellt. Die Ausstattung wurde noch bis in das 21. Jahrhundert ergänzt. Papst Johannes XXIII. verlieh der Kathedrale 1962 den Titel einer Basilica minor. Papst Johannes Paul II. besuchte sie 1979. Mit der Erhöhung der Türme wurde der Außenbau 1997 fertiggestellt.

## Architektur
Die Kirche wurde nach einem Entwurf von Konstanty Wojciechowski im neugotischen Stil aus Backstein gebaut. Auf einem kreuzförmigen Grundriss erhebt sich eine dreischiffige Basilika. Bei einer Länge von 100 Metern und einer Breite von 46 Metern in der Querung und 32 Metern im Langhaus hat sie eine innere Höhe von 27 Metern, die beiden Türme ragen 80 Meter hoch. Die quadratischen Säulen tragen Kreuzrippengewölbe. Die Wände des Querschiffs, des Kirchenschiffs und des Chors sind auf Stützbögen gelagert. In der 1960 gebauten Krypta sind in der Kapelle Unserer Lieben Frau von Tschenstochau die Bistumsbischöfe beigesetzt.

## Ausstattung
Der monumentale Hochaltar wurde in den 1950er Jahren nach einem Entwurf von Zygmunt Gawlik geschaffen. Das aus Lindenholz geschnitzte Triptychon zeigt die Heilige Familie. Die Orgel wurde 1949 von Biernaki fertiggestellt, ihre 101 Register können mit vier Manualen und Pedal gespielt werden. Die größte Pfeife ist acht Meter lang. 1956 wurde eine seitliche Chororgel ergänzt, beide Orgeln können auch zusammen gespielt werden. Einige Buntglasfenster wurden 1934 von Winiarz und Rosen entworfen. Weitere Bilder wurden ab 1958 von Tadeusz Wojciechowski entworfen, als auch die Kanzel geweiht wurde. Zwei Glocken wurden 1935 gegossen und nach Einschmelzen während des Krieges 1950 ersetzt.